# Charles Walter De Vis
Charles Walter De Vis ( * Birmingham, 9 de mayo de 1829 — Brisbane, Queensland, Australia, 30 de abril de 1915), conocido como Devis antes de 1882, fue un botánico, zoólogo, ornitólogo inglés. Inicialmente un clérigo, renunció a sus funciones eclesiásticas para dedicarse a la ciencia, inicialmente en Inglaterra, y luego a partir de 1870 en Australia.
Fue miembro fundador de la Royal Society of Queensland, de la cual fue presidente entre 1888 a 1889, y también fundador y primer vicepresidente de la Royal Australasian Ornithologists Union.
Su principal obra fue sobre aves fósiles de Queensland (Darling Downs), y del sur de Australia (Cooper Creek), aunque también describió y catalogó varias especies de aves existentes. De hecho, fue más exitoso en la segunda, debido a un conocimiento insuficiente de la estratigrafía y de evolución, él - como muchos ornitólogos de su tiempo - confundió restos subfósiles de pájaros existentes como pertenecientes a especies prehistóricas extintas.
Entre las especies que describió estuvo el Arses lorealis, en 1895.

## Algunas publicaciones

### Libros
- 1891. Report on birds from British New Guinea. Ed. British Ornithologists Union. 41 pp.

- La abreviatura «De Vis» se emplea para indicar a Charles Walter De Vis como autoridad en la descripción y clasificación científica de los vegetales.[2]

## Abreviatura (zoología)
La abreviatura De Vis  se emplea para indicar a Charles Walter De Vis como autoridad en la descripción y taxonomía en zoología.